# Francisca Bohigas Gavilanes
Francisca Bohigas Gavilanes (Barcelona, 1893?-Madrid, 1973) política, maestra e inspectora de primera enseñanza española, escritora y columnista, fundadora y presidenta de Acción Femenina Leonesa, fue la única candidata de la Confederación Española de Derechas Autónomas (CEDA) que logró un escaño de diputada, concretamente por León, en las elecciones de 1933, lo que la convirtió en la primera diputada por la mencionada circunscripción, así como en la primera política de derechas que obtuvo su escaño de diputada en elecciones generales que, como las españolas de 1933, hubieren garantizado, a las mujeres, su derecho al sufragio universal activo y pasivo. Bohigas fue la única política de las derechas católicas en las Cortes republicanas. Relegada de las listas del partido en 1936, Bohigas siguió desarrollando su profesión de inspectora hasta la jubilación que se produjo el dos de abril de 1962, al cumplir la edad reglamentaria para la jubilación forzosa. Estuvo en posesión de la Cruz de Alfonso X el Sabio, fue condecorada con la Orden de Cisneros y le fue concedida, en 1969 la Y de plata de la Sección Femenina,

## Biografía
Nacida en Barcelona, cursó estudios de magisterio y de leyes. Fue residente en la Residencia de Señoritas durante el curso 1917 a 1918. Entre sus amigas y compañeras se encontraban Victoria Kent y Matilde Huici.
En 1924, siendo ya inspectora de primera enseñanza en Lérida, obtuvo una beca de la Junta de ampliación de estudios que le permitió viajar al extranjero para realizar cursos en Ginebra y desarrollar,  de acuerdo a las nuevas tendencias europeas en psicobiología, su propuesta de reforma de la educación. Autora de varios libros, fue asesora pedagógica de la revista educativa Consigna de la Sección Femenina

### Vinculación con León
Francisca cambió su residencia en Lérida por la de tierras leonesas, en donde desarrolló una actividad política tan intensa como para llegar a ser considerada: «el alma de las organizaciones femeninas derechistas, que tan activa y brillante participación han tenido en las elecciones» 
Esta vinculación con León se debió a razones profesionales y familiares.
Bohigas solicitó el traslado a La Bañeza (León) para ocupar la plaza de inspección que había quedado vacante por fallecimiento de su anterior titular. La toma de posesión la formalizó en febrero de 1928.
Respecto a las razones familiares de su vinculación a tierras leonesas, según se afirma en varias publicaciones, se explica porque Francisca contrajo matrimonio con el leonés Antonio Eguiagaray Senarega, abogado, falangista, Delegado provincial de Trabajo, director de la revista Anti  y “propagandista católico agrario” junto a Álvarez Robles, Roa de la Vega, Revuelta, y la propia Bohigas. No obstante, en la esquela de Francisca que se publicó en ABC, no hay referencia alguna al estado civil, casada o viuda, de Francisca, dato éste que, por otro lado, sí se hace constar en la esquela de «Josefina Bohigas» (viuda de Eguiagaray) , fallecida después que Francisca. Josefina fue madre del periodista Francisco Eguiagaray Bohigas, a quien educó y formó su tía Francisca.
Francisca Bohigas formaba parte de la plantilla de inspectores e inspectoras que fue destituida, en aquel marco de represiones contra las maestras y los maestros, que se llevó a cabo durante la Guerra Civil y al terminar esta.
Francisca se vio obligada a trasladarse, como consecuencia del enfrentamiento que tuvo con el comandante de la Guardia Civil local, cuando tropas del bando sublevado ocuparon una de las escuelas femeninas leonesas. Bohigas entendió que aquello suponía “una clara alteración a la normal escolarización de las alumnas”. Por Decreto de ocho de noviembre de 1936, fue sancionada con suspensión de empleo y sueldo. La sanción se levantó por Orden de dos de marzo, fecha en que se ordenó su traslado a Sevilla.
Lejos de León, publicó libros y artículos en los que defendió la recuperación de la familia cristiana tradicional, la escuela católica y el fomento de la cultura tradicional española.
- Hogar.
- Qué profesión elegir. Guía de profesiones femeninas
- Consignas. Son artículos publicados en la sección Orientaciones pedagógicas de la revista Consigna, que fue una de las representaciones ideológicas que tuvo la Sección Femenina[17] durante casi 40 años (1940-1977) para propagar los discursos educativos de la mujer durante el franquismo.

## Actividad política
Al poco tiempo de residir en León, Francisca comenzó a participar en las actividades de la Unión Patriótica (España) fundada por el dictador Primo de Rivera. En noviembre de 1929, la revista “Mujeres españolas” daba cuenta de su éxito en el acto propagandístico celebrado señalando que era la primera vez, en toda la provincia, en que una mujer tomaba parte en un mitin de propaganda.
Sus discursos fueron recordados durante mucho tiempo El Diario de León fue uno de los canales por los que Bohigas hizo llegar, a las leonesas, la idea de unión de las diferentes organizaciones en torno a los ideales de la derecha católica. La propagandística Católica iba dirigida a las “Damas Leonesas”, a las que trató de convencer de la importancia de que participaran en la vida pública y de la necesidad de que la mujer tuviera una formación integral, sin olvidar que eran mujeres, españolas y católicas. La formación de las mujeres no debía alejarlas del hogar, de las tradiciones. Bohigas no era partidaria de que la mujer asumiera el papel de “cabeza de familia”.
En las elecciones de 1931 la desorganización de las derechas fue la causa de que, según afirma Pablo Villalaín, Bohigas rehusara formar parte de la candidatura que le ofrecieron por “Acción Nacional”. El resultado de las elecciones de 1931, hizo reaccionar a las derechas que comenzaron a reorganizarse.

### Acción Femenina Leonesa
El 30 de noviembre de 1931 se constituyó el partido Acción Femenina Leonesa, del que Bohigas fue, además de una de sus fundadoras, su Presidenta. Fue un partido integrado solo por mujeres, si bien su consejo asesor estaba compuesto por hombres. Bohigas pretendía un

“movimiento que no se oponía al régimen, sino que pretendía hacerlo amable infiltrándole la savia del cristianismo”

Del partido dijo que no era una agrupación de carácter religioso, sino político, que nacía para orientar a la mujer en relación con la elección de diputados.
Este partido designó la comisión que, junto a la masculina elegida por Acción Agraria Leonesa, elegirían la candidatura, siendo así como se decidió que Bohigas estuviera en la candidatura agraria para las elecciones generales de 1933.

#### Acción Femenina de Astorga
La sección astorgana de Acción Femenina Leonesa desde el principio marcó las diferencias con Bohigas, defensora de la participación política de las mujeres. La presidenta de Astorga expuso en la asamblea de enero de 1933, que la participación de la mujer en política se debía limitar a situaciones de crisis y de emergencia, volviendo al rol de madres y esposas.

### Militante de la CEDA
En marzo de 1933 se celebró el congreso del que nacería la CEDA, en el que Bohigas resultó elegida para pronunciar el discurso de cierre. Su proyección era ya estatal. Al volver a casa se encontró con un expediente sancionador por no incorporarse a su puesto de trabajo, después del permiso concedido para asistir a un acto de proclamación de la CEDA, en Madrid. Como reacción, sus amistades y correligionarios políticos le brindaron un homenaje y celebraron su lanzamiento electoral en León, para lo que se contó con la presencia de José María Gil-Robles y Quiñones La prensa interpretó la sanción como una prueba de las persecuciones ideológicas
Celebradas las elecciones generales, Bohigas logró 71830 votos, obteniendo así un escaño por León, lo que la convirtió en la primera diputada por León de la Historia.  A partir de entonces, la actividad política de “Acción Femenina Leonesa” entró en un periodo de inactividad y de cambio de línea política.
Bohigas fue, finalmente relegada de las listas a las Elecciones generales de España de 1936.

### Actividad parlamentaria
Intervino en las Cortes con motivo de un asunto referido a las maestras y maestros interinos.
El 5 de febrero de 1935 presentó, apoyada por Gil Robles un proyecto de ley en contra de la coeducación, tema que había venido siendo objeto de sus publicaciones y conferencias. Propuso la supresión de la Escuela Normal Única y el restablecimiento de las escuelas Normales de maestros y de maestras, como correspondía a una educación diferente para mujeres y hombres. El 26 de septiembre de 1936 quedó suprimida la práctica de la coeducación en las escuelas normales.

## Ideología
En 1931 expresó, por escrito, en una carta publicada en el Diario de León, su lealtad a la República:

mi leal adhesión a La República y mi ferviente deseo de colaborar al afianzamiento del principio de autoridad base de la paz de que tan necesitada está España y su gobierno. Y para ello estaré siempre al lado del Gobierno provisional de La República

Bohigas era partidaria de la obediencia a las leyes del Gobierno constituido, “siempre que no sean intrínsicamente malas” pero, al mismo tiempo, consideraba que «había que laborar con todo interés y entusiasmo por que las leyes que vayan en contra de nuestros sentimientos e ideales sean modificadas» siguiendo el procedimiento legal establecido, según afirmó en un discurso pronunciado el dos de enero de 1932.
Bohigas perteneció a Asociación Católica de Propagandistas y a la Federación Católica de Maestros Españoles. Fiel a su catolicismo militante, Bohigas se opuso a buena parte de las reformas progresistas republicanas.
En agosto de 1936, dijo:

Mientras el Ejército y demás instituciones armadas junto con las milicias derrama su sangre joven en el frente de batalla y ofrendan sus vidas llenas de promesas y esperanzas para salvar el presente de España y la civilización cristiano occidental, los Maestros, con la colaboración de las autoridades lucharemos aquí contra la invasión ideológica extranjera y atea, y ofreceremos a España, perfectamente sana, la generación del provenir. 

Firme defensora de la Participación política de las mujeres y de su independencia económica, dentro del marco ideológico de la Sección Femenina

“las mujeres que se han lanzado a la actuación social son mujeres económicamente independientes… Muchos hombres fueron a la política por carecer de oficio. Viviremos para la política no de la política”

En su opinión, las niñas y las adolescentes no disponen de igual tiempo que los varones para su formación.

"La instrucción que reciban se referirá a cuestiones fundamentales y, especialmente, con aplicación al hogar, al cuidado de la familia y de los niños"

En su libro '¿Que profesión elegir? (Guía de profesiones femeninas)', afirmaba que

debes buscar una profesión o un empleo que no absorba toda tu actividad, ni todo tu tiempo, para reservar una parte a los trabajos de tu hogar, al cuidado de tu persona, o a la preparación y conservación de tu indumentaria..."...Una profesión, en fin, que no te aleje de la misión augusta que por designio divino corresponde a la mujer... y hay profesiones específicamente femeninas que sin verdadera vocación no pueden desempeñarse, la mujer es capaz de verdaderos sacrificios por amor de un ser humano.

De las cinco parlamentarias que resultaron elegidas en las elecciones generales de 1933, solo Bohigas se salvó del exilio.